# Pere Puntí Freixer
Pere Puntí Freixer (Vic, Osona, 1966) és un fotògraf català. Premi Godó de Fotoperiodisme 2003. Actualment treballa a El Mundo Deportivo. Especialitzat en fotografia esportiva i, en concret, futbol. Des dels anys 80 segueix el dia a dia del FC Barcelona. Ha cobert un Mundial de futbol i diverses finals de la Copa del Rei i d'Europa. Amb anterioritat ha treballat a El 9 Nou i l'Avui. Estudis realitzats a l'escola de fotografia Gris Art de Barcelona i la Galeria Espectrum de Saragossa.